# Christie Désir
Christie Désir, née le 12 février 1989 à Brooklyn (New York), est un mannequin américano-haïtien couronnée Miss Haïti Univers 2014. Elle succède à Mondiana Pierre, Miss Haïti 2013. Elle a participé au concours Miss Univers 2014.